# Radar Love
Radar Love è una canzone del gruppo musicale olandese Golden Earring, pubblicata come singolo nel 1973. Ha raggiunto la posizione numero 13 della Billboard Hot 100 negli Stati Uniti e la numero 7 della Official Singles Chart nel Regno Unito. È inoltre entrato nella top 10 delle classifiche in diversi altri paesi, arrivando fino al primo posto nei Paesi Bassi.

## Soggetto
Il soggetto della canzone è il punto di vista di un automobilista che guida fino dalla sua amata, senza avere alcun modo di poter nel frattempo comunicare con lei. Perciò tenta di instaurare un certo amore telepatico che trasmette a distanza il desiderio di stare con quella persona, qualcosa che viene da lui definita come Radar Love.

## Tracce
Versione europea
1. Radar Love – 5:03
2. The Song Is Over – 4:53

Versione americana
1. Radar Love – 5:01
2. Just Like Vince Taylor – 4:27

## Classifiche
| Classifica (1973/74) | Posizione massima |
| -------------------- | ----------------- |
| Australia            | 10                |
| Austria              | 10                |
| Belgio (Fiandre)     | 6                 |
| Canada               | 10                |
| Germania             | 5                 |
| Irlanda              | 16                |
| Paesi Bassi          | 1                 |
| Regno Unito          | 7                 |
| Spagna               | 1                 |
| Stati Uniti          | 13                |

## Cover
La canzone è stata negli anni reinterpretata da numerosi artisti tra cui Carlos Santana, U2, R.E.M., White Lion, Bryan Adams, Def Leppard, Omen, Ian Stuart Donaldson, Centerfold, Blue Man Group, James Last e Ghost Dance. La cover dei White Lion è stata pubblicata come singolo nel 1989.
Un'altra versione è stata incisa dal gruppo industrial metal statunitense Ministry per l'album Cover Up nel 2008.

## Nella cultura di massa

### Film
La canzone è apparsa in vari film tra cui:
- Il vincitore del 1985.
- Fusi di testa 2 del 1993.
- Detroit Rock City del 1999.
- Falso tracciato del 1999.
- Benvenuti a Cedar Rapids del 2011.

### Serie televisive
- Beverly Hills 90210 - nell'episodio chiamato proprio Radar Love  (L'incontro fortuito nella versione italiana).
- X-Files - nell'episodio Passione omicida.
- Tha Naked Truth - tema principale della serie tra il 1995 e il 1998.
- I Simpson - negli episodi Bart girandolone e Il nuovo distintivo di papà.
- My Name Is Earl - nell'episodio La macchina di papà.
- Reaper - In missione per il Diavolo - nell'episodio L'amore non esiste.
- Dr. House - Medical Division - nell'episodio Post mortem.

### Videogiochi
- La canzone appare come traccia suonabile nel videogioco simulatore di strumenti Rock Band 3.
- La versione dei White Lion è presente come contenuto scaricabile nel videogioco Guitar Hero: Rocks the 80s.
- La versione dei Ministry è stata inserita nel videogioco Test Drive Unlimited 2

## Cover dei White Lion
Il gruppo musicale statunitense White Lion ha registrato una cover di Radar Love e l'ha pubblicata come secondo singolo estratto dall'album Big Game del 1989.
La cover ha raggiunto la posizione numero 59 della Billboard Hot 100 negli Stati Uniti.
È stato girato un video musicale che mostra la band esibirsi in una sala da biliardo.

### Tracce
1. Radar Love – 5:59
2. If My Mind Is Evil – 4:56

### Formazione
- Mike Tramp – voce
- Vito Bratta – chitarre
- James Lomenzo – basso
- Greg D'Angelo – batteria

### Classifiche
| Classifica (1989) | Posizione massima |
| ----------------- | ----------------- |
| Stati Uniti       | 59                |